# Villanueva del Rey
Villanueva del Rey település Spanyolországban, Córdoba tartományban. Villanueva del Rey Espiel, Hornachuelos, Fuente Obejuna és Bélmez községekkel határos. Lakosainak száma 1014 fő (2024).

## Népesség
A település népessége az elmúlt években az alábbi módon változott:
| Lakosok száma | 1235 | 1232 | 1224 | 1204 | 1183 | 1122 | 1088 | 1046 | 997  | 1014 |
|               | 2001 | 2004 | 2006 | 2009 | 2011 | 2014 | 2016 | 2019 | 2021 | 2024 |